# Сан-Висенте (район)
Сан-Висенте (порт. São Vicente) — район (фрегезия) в Португалии, входит в округ Мадейра. Расположен на острове Мадейра. Является составной частью муниципалитета Сан-Висенте. Население составляет 3336 человек на 2001 год. Занимает площадь 43,70 км².